# Храм Зосимы и Савватия в Гольянове
Храм Преподо́бных Зоси́мы и Савва́тия Соловецких в Голья́нове — православный храм в районе Гольяново города Москвы. Относится к Воскресенскому благочинию Московской епархии Русской православной церкви.
Главный престол освящён во имя преподобных Зосимы и Савватия Соловецких; приделы — во имя святых мучеников Адриана и Наталии и в честь иконы Божией Матери «Живоносный Источник».

## История

### Ранняя история
Первую деревянную церковь в селе Гольяново построили в 1660-х годах. В то время село являлось вотчиной царя Алексея Михайловича.
Начиная с 1811 года Гольяново значится уже за надворным советником князем Иваном Трубецким, который владел также и окрестными селениями Абрамцево, Лукино, Суково и бывшим дворцовым приселком — Никольское. В 1842 году, вместо деревянной церкви, помещики Трубецкие построили новую кирпичную церковь в стиле ампир — позднего классицизма. Церковь состояла из двух частей — холодной части храма (четверик с престолом в честь преподобных Зосимы и Савватия Соловецких), и зимнего придела — трапезная часть храма, с престолом в честь святых мучеников Адриана и Наталии. Там, где ныне находится алтарь «Живоносный Источник», струился живой ключ. В 1889 году здание храма было перестроено по проекту архитектора В. Ф. Баранова.

### Советский период
В 1930-х годах храм был закрыт советскими властями, а помещение отдано под макаронную фабрику. Новые владельцы разобрали купол колокольни и начали её использовать вместо фабричной трубы. Шлак из печей не вывозили, а сваливали прямо на территории. В течение длительного времени одним из арендаторов храма была химическая лаборатория. В результате хранения и использования химикатов внутри здания не только не сохранилось штукатурки, но был повреждён и кирпич в нижней части стен. В итоге к 1990-м годам здание находилось в ужасном состоянии. Отсутствовал купол, алтарная апсида была полуразрушена, в четверике вместо пола зияла воронка, колокольня была на грани обрушения. С южной и восточной стороны храма лежали огромные горы мусора, по высоте превосходившие кровлю. Несмотря на всё это здание храма по-прежнему оставалось в Гольянове единственной ценной постройкой первой четверти XIX века.

### Восстановление храма
После 75 лет бездействия храм вернули Русской православной церкви. Храм вновь был открыт по благословению патриарха Пимена 31 марта 1990 года при настоятеле протоиерее Владимире Тимакове. С этого времени начался процесс восстановления храма.
Внутренняя часть храма была расписана в стиле фресок XVII века. Большую часть работы выполнили потомственные мастера — Брягины (Евдокия Трофимовна и её дочь Татьяна Александровна Солоимская). Купол и четверик (главная и центральная часть храма) начал расписывать изограф Николай Гусев, являющийся, по общему признанию деятелей искусства, одним из ведущих специалистов в области древнерусской настенной живописи. После смерти Николая Гусева работу продолжала его дочь. В итоге к 2005 году все работы были завершены.
21 августа 1999 года было совершено великое освящение храма патриархом Московским и всея Руси Алексием II.
Указом патриарха Кирилла от 25 марта 2016 года иерей Роман Богдасаров был назначен настоятелем храма.

## Современное состояние
В храме ежедневно проводятся богослужения. По будням в 8 часов — исповедь и Божественная литургия, в 18 часов — вечернее богослужение. В воскресные и праздничные дни служатся две Божественные литургии (в 7 и 10 часов). Для детей и их родителей действует воскресная школа.
Для желающих петь в церковном хоре проводятся занятия по вокалу и церковному пению. В субботу и воскресенье народный хор принимает участие в пении на молебнах и панихидах.
Каждое воскресенье после поздней литургии проводятся беседы с настоятелем храма священником Романом Богдасаровым о годовом богослужебном круге, церковном уставе и насущных жизненных проблемах.
В молодёжном клубе при храме каждую неделю проводятся встречи, на которых обсуждают актуальные вопросы жизни православных христиан.
Паломнической службой храма осуществляются поездки к святыням Православия в России и за рубежом.
Храм на постоянной основе окормляет духовно и материально около трёхсот многодетных и малообеспеченных семей, инвалидов и людей в тяжёлой жизненной ситуации.

## Духовенство
- протоиерей Владимир Тимаков — почётный настоятель храма;
- иерей Роман Богдасаров — настоятель храма;
- протоиерей Анатолий Стрельников — руководитель курсов «Введение в Православие»;
- иерей Георгий Хозяшев — духовник молодёжного клуба «Адриан и Наталия»;
- иерей Евгений Бадыло — руководитель воскресной школы храма;
- диакон Виталий Атрошенко — ведущий молодёжного клуба «Адриан и Наталия»;
- старший пономарь Никита Ганичев — ответственный за информационную работу храма[5].

## Отношения с Росгвардией
Указом патриарха Кирилла № ПК-01/230 от 2 февраля 2018 года настоятель храма священник Роман Богдасаров назначен на должность заведующего сектором Росгвардии Синодального отдела по взаимодействию с Вооруженными силами и правоохранительными органами.
С 1 апреля 2018 года храм во имя преподобных Зосимы и Савватия Соловецких чудотворцев в Гольянове имеет статус духовного центра по окормлению сотрудников Росгвардии, работающих в столице.

## Фотографии

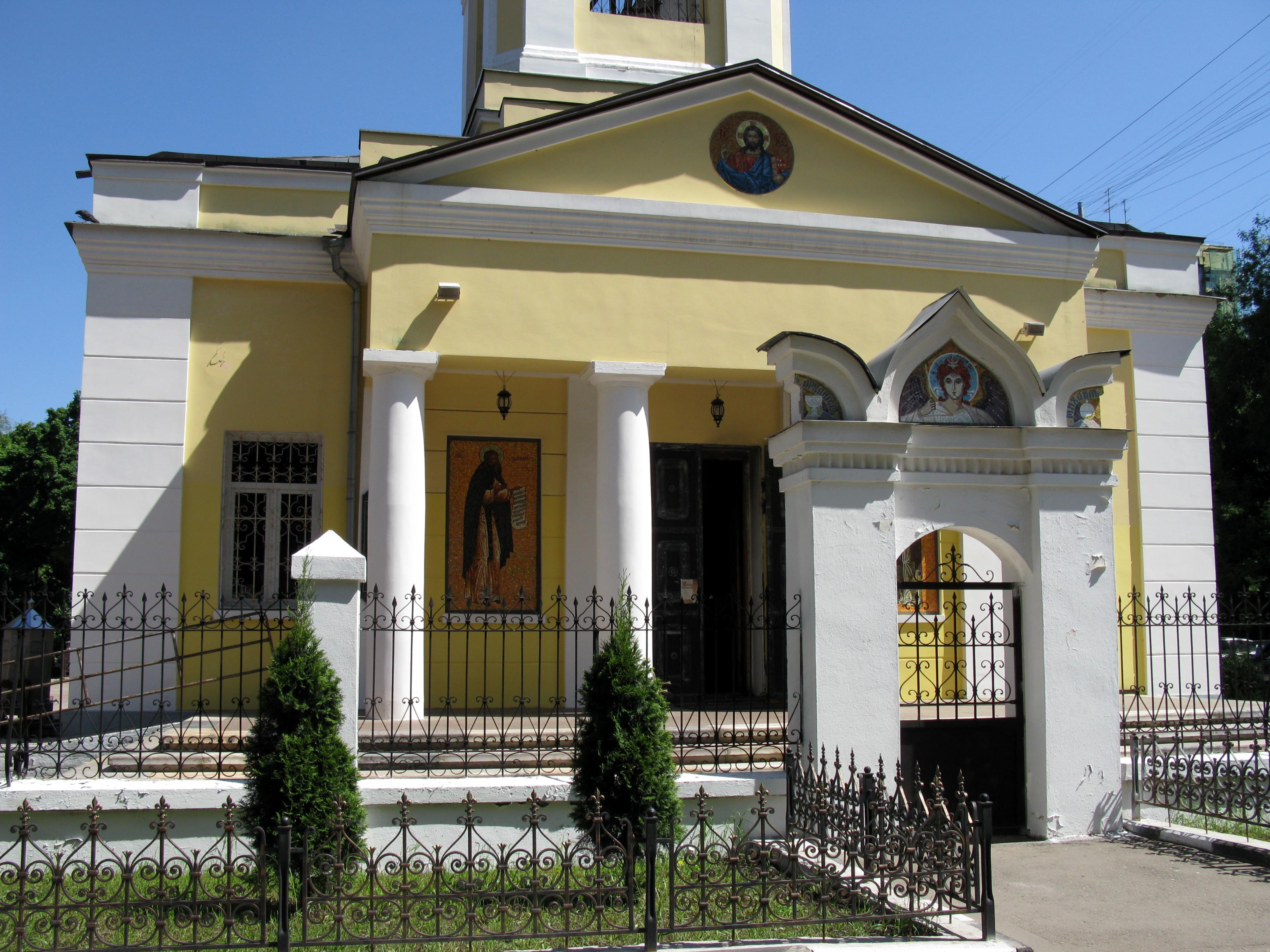
Храм Зосимы и Савватия
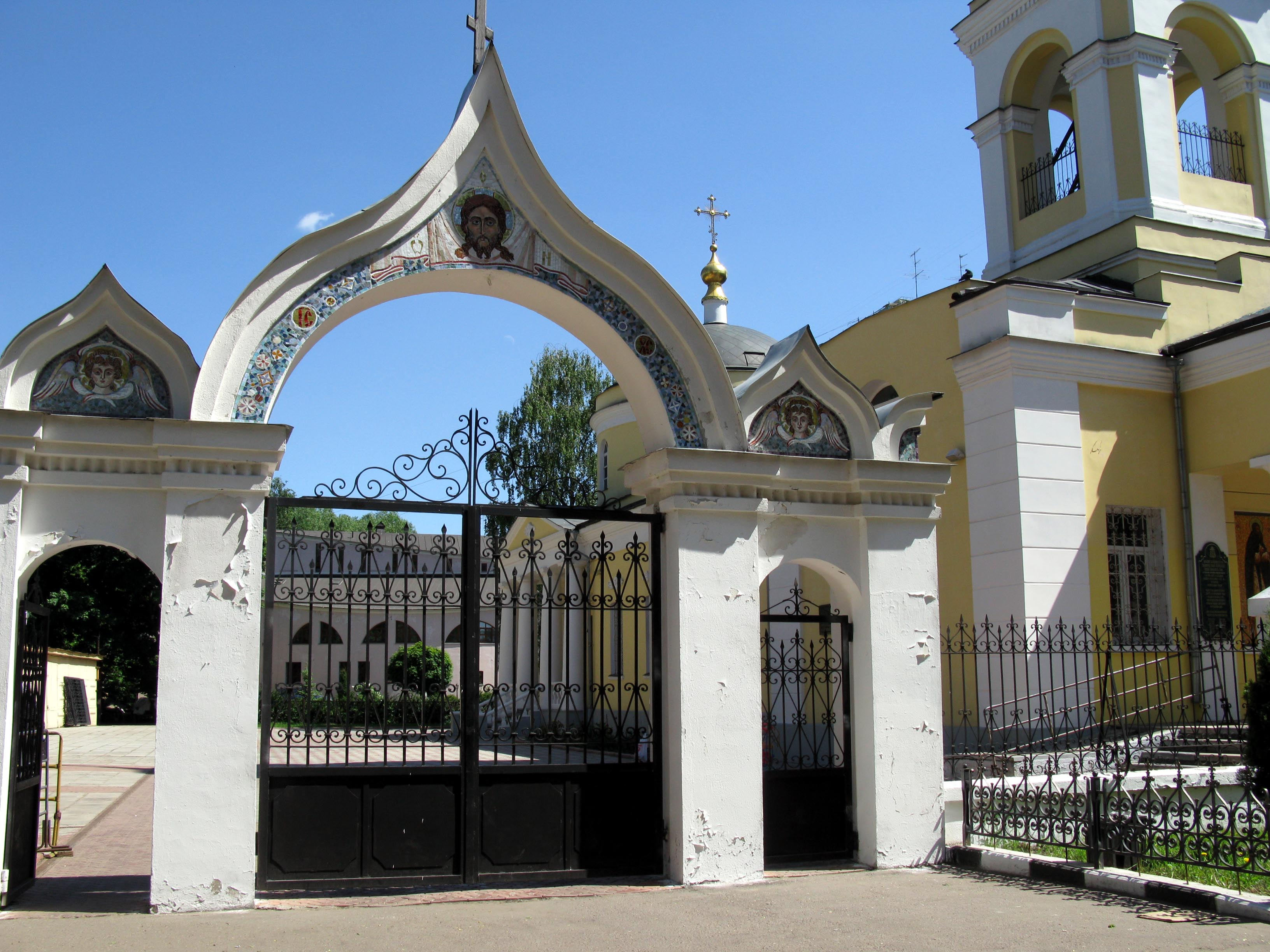
Храм Зосимы и Савватия
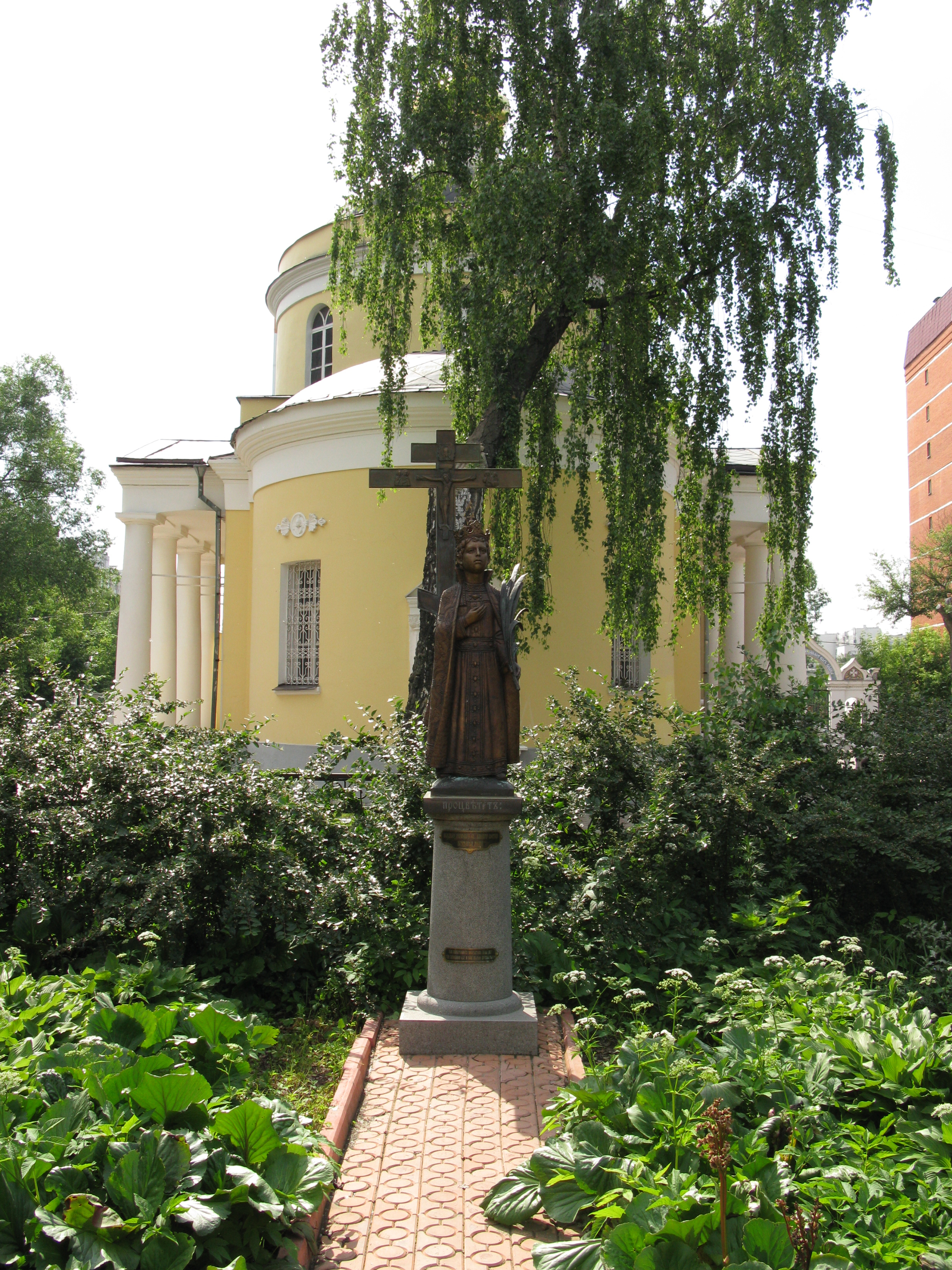
Памятник царевичу Дмитрию

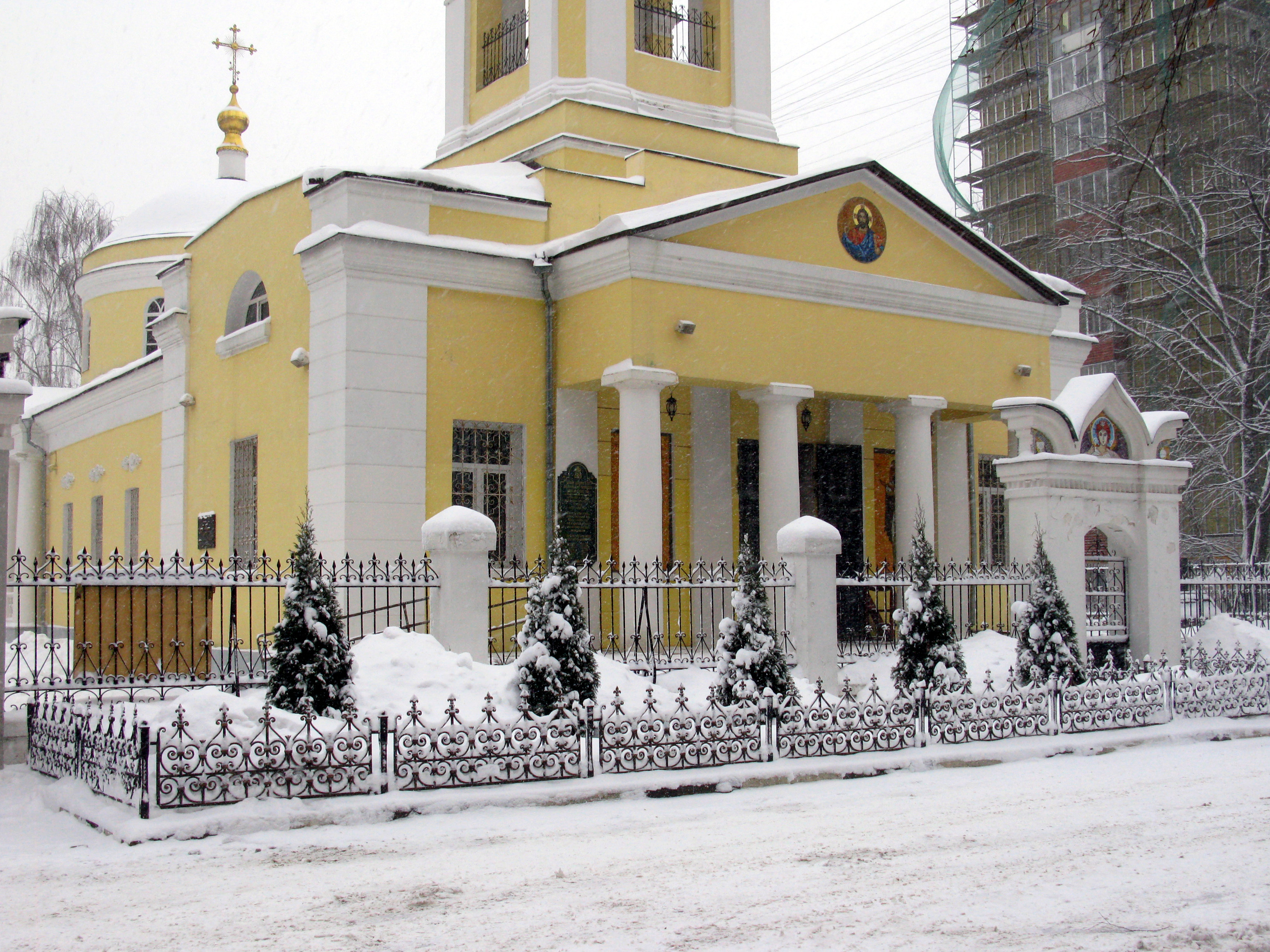
Храм Зосимы и Савватия
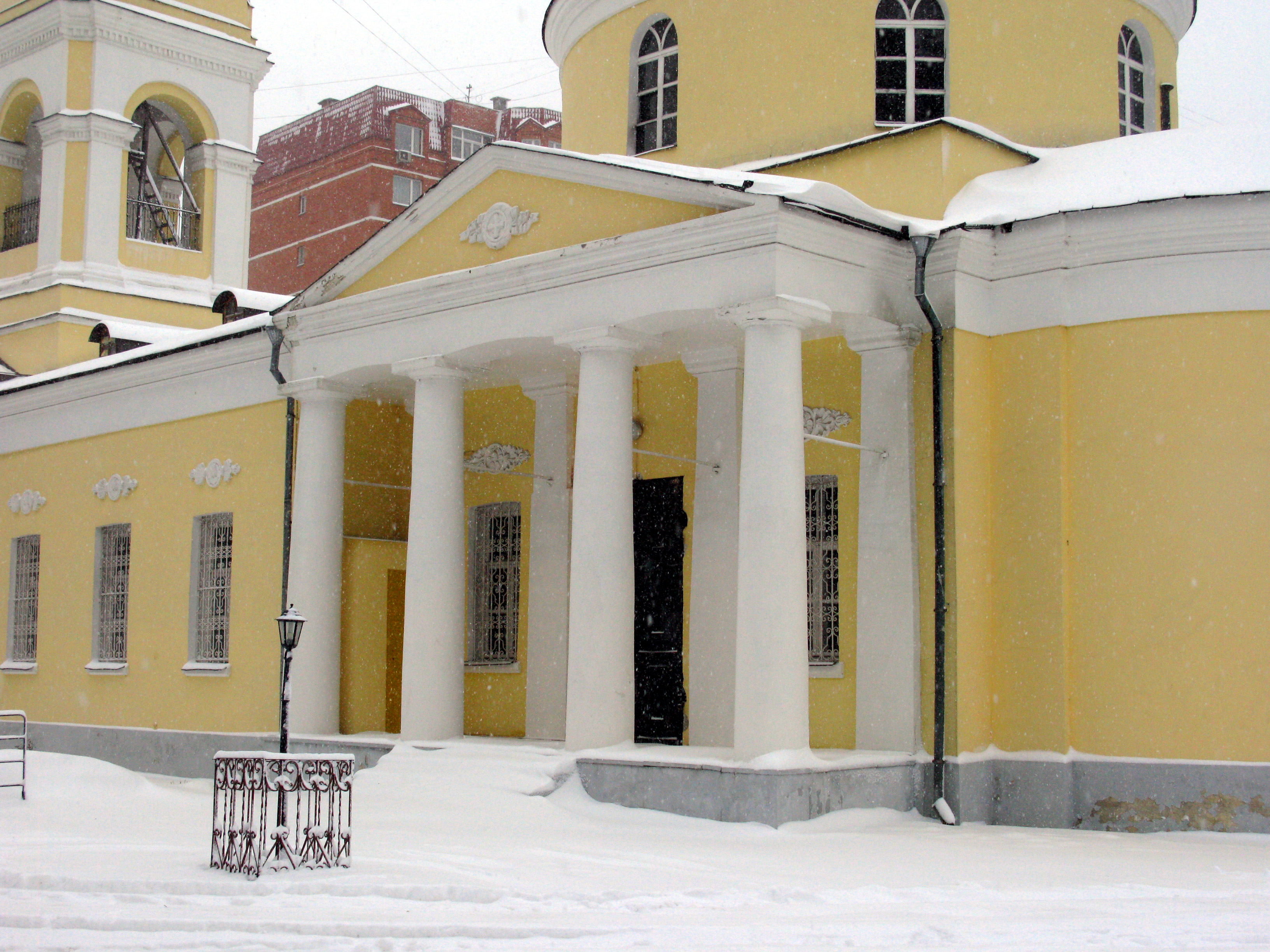
Храм Зосимы и Савватия
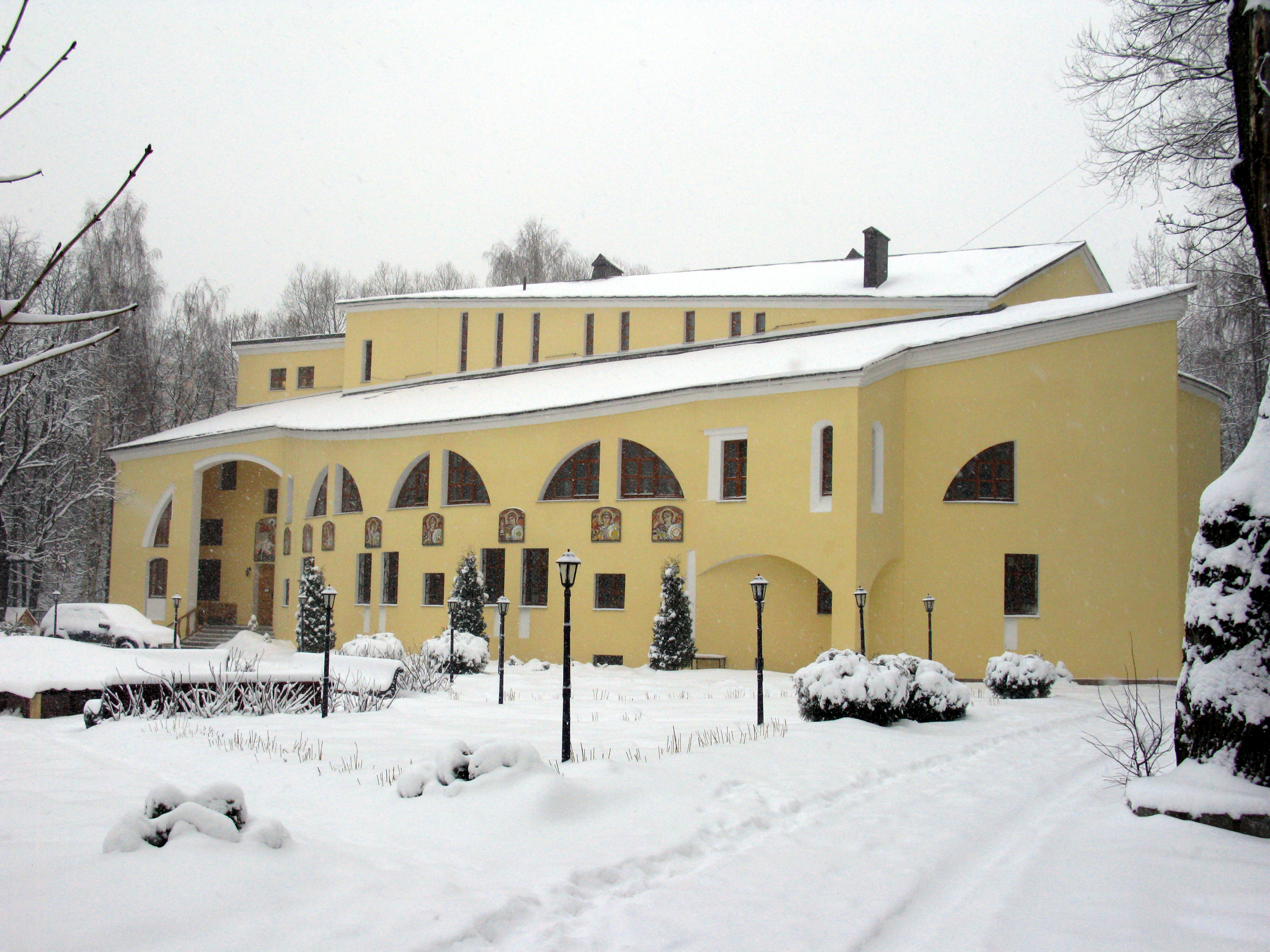
Зима на церковном дворе